# Chiesa della Trinità (Boston)
La chiesa della Trinità, costruita tra il 1872 e il 1877 su progetto di Henry Hobson Richardson, è una chiesa episcopale situata a Boston. Si tratta dell'edificio più noto disegnato dall'architetto statunitense e quello che maggiormente ne rappresenta lo stile neoromanico tipico, definito Richardsonian Romanesque. Gran parte degli interni e delle vetrate furono realizzate da John La Farge.
È inserita nel National Register of Historic Places.

## Struttura
La pianta della chiesa è una versione ampliata della Brattle Square. Presenta un profondo coro concluso da un'abside semicircolare che crea il quarto braccio della croce e un grande tiburio quadrato posto sopra la crociera.
L'esterno comprende un ricco portico di derivazione romanica, aggiunto successivamente e non previsto nel progetto di Richardson.
I materiali utilizzati furono il granito rosa disposto a bugnato grezzo irregolare per i muri e l'arenaria scura per le rifiniture.